# Karl Wolf (Grafiker)
Karl Wolf (vollständiger Name Karl Heinrich Diedrich Wolf; * im 18. oder 19. Jahrhundert; † 13. Juni 1889 in Hannover) war ein deutscher Geheimer Regierungsrat, Grafiker und humoristischer Karikaturist.

## Leben
Karl Wolf war der Sohn eines in Springe am Deister tätigen Bürgermeisters. Nach dem Studium der Rechtswissenschaft wurde er zur Zeit des Königreichs Hannover zum Hof-Jagdrat ernannt und wirkte als Hofsekretär beim Oberhofmarschallamt sowie als Referent bei der Königlichen Verwaltung der staatlichen Domänen und Forsten. Verzeichnete das Adressbuch Hannover für das Jahr 1865 den Jagd- und Hofsekretär Wolf noch mit Wohnsitz in der Herschelstraße 2, war er bald darauf mit dem Guelphen-Orden vierter Klasse ausgezeichnet worden und in das Nachbarhaus Herschelstraße 3 umgezogen.
Nach der Schlacht bei Langensalza und der Annexion des Königreich Hannover durch Preußen wurde er ab 1866 Referent im nunmehr preußischen Departement der Finanzen. 1868 wechselte er in die Finanzdirektion.
Zu Weihnachten wurde „Hof-Jagdrath Dr. jur. Wolf“ mit Urkunde vom 24. Dezember 1868 und den Unterschriften der Geschäftsführer Heinrich Friedrich Brehmer, „Fr. Busse“, Eduard Heldberg, Edmund Koken und Hermann Rautenberg als Mitglied in den Hannoverschen Künstlerverein aufgenommen. Die Urkunde, bereits zuvor um 1865 von Justus Molthan entworfen und als Lithografie von „R. Steinbock“ gedruckt, fand später ihren Weg in das Historische Museum Hannover und als Kopie in das Hannover Archiv.
1885 wechselte Wolf als Referent in die königliche Regierung, bevor er 1887 in den Ruhestand ging. Neben seinen beruflichen Tätigkeiten machte sich Karl Wolf als humoristischer Zeichner für verschiedene illustrierte Blätter einen Namen.